# 浮山 (青岛)
浮山是位于中华人民共和国山东省青岛市区的一座海拔385米的山峰，位于青岛市市北区、崂山区、市南区交界处。原名浮峰山，清代称文峰山。浮山盛产花岗岩，位于北京天安门广场上的人民英雄纪念碑的碑心石材便是取自于此。浮山上的浮山生态公园由西（市南）、北（市北）、南（崂山）三个分区组成，是青岛市区面积最大的山林绿地，南麓有康有为墓。